# 戦争を知らない子供たち (映画)
『戦争を知らない子供たち』（せんそうをしらないこどもたち）は、1973年（昭和48年）5月12日に公開された日本映画。製作は東宝映画。上映時間は89分。
1970年代を代表する同名のフォークソングを主題歌とした、松本正志第1回監督作品。

## 概要
高校生の3人組、一郎、博、麗子は停学処分に反対してデモを起こそうとするが、学生達に無視されてしまい、あてのない旅に出る。
劇中では、チューリップが挿入歌「どこまでも どこまでも」（北山修作詞、加藤和彦・西岡たかし作曲）を演奏している。この曲は2003年（平成15年）に発売された『チューリップ・ベスト IN VISION -From TV-』で初めてCD化された。そのほか、ザ・モップスの「御意見無用」も挿入歌として使われている。
1972年（昭和47年）に完成していたが公開の目処が立たず、翌年に持ち越された。

## スタッフ
以下のスタッフ名は特に記載のない限り東宝に従った。
- 製作：針生宏
- 監督：松本正志
- 原案：北山修
- 脚本：大和屋竺、藤田敏八、古俣則男、松本正志
- 撮影：福沢康道
- 音楽：木田高介[3]、西岡たかし[3]、杉田二郎[4]
- 美術：竹中和雄
- 録音：伴利也
- 照明：小島真二
- 編集：武田うめ
- 助監督：橋本幸治
- 製作担当者：森知貴秀

## キャスト
- 島田一郎：島村美輝[1]
- 荻野麗子：加藤小夜子[1]
- 二条早苗：酒井和歌子[1]
- 島田敏夫：原保美[1]
- 島田君江：若松和子[1]
- 市川加代子：大槻純子[1]
- 森川博：沢井正延[1]
- 森川俊太郎：河村引二[1]
- 飯島教頭：杉田俊也[1]
- 尾瀬教諭：加地健太郎[1]
- 警察署長：森幹太[1]
- 私服刑事：池田勝[1]
- 辻井邦男：佐藤明彦[1]
- 市川金五郎：寄山弘[1]
- 麻胡アケミ：水城リカ[1]
- 村谷：中島純一[1]
- 岡田：斉藤宜丈[3]
- リサ：吉田まゆみ[1]
- よね：寺島信子[1]
- 金時：三上左京[1]
- 浜長：三重街恒二[1]
- 男生徒：福崎和宏[3]、小原秀明[3]
- チューリップ[1]
- 岡田裕介：ノンクレジット

## 同時上映
- 『さえてるやつら』
  - 原作：右遠俊郎／脚本：広瀬浜吉、吉松安弘／監督：吉松安弘／主演：三ツ木清隆／東宝・新星映画社提携作品